# Joaquín Roca y Cornet
Joaquín Roca y Cornet (Barcelona, 6 de febrero de 1804-Ibíd., 10 de enero de 1873) fue un escritor, periodista y apologista católico español.
Destacó por numerosas obras, entre ellas varias de poesía: El templo de Gnido, un Compendio de Historia de España en verso, Las mujeres de la Biblia, una Historia de Jesucristo y varias composiciones líricas en periódicos y revistas.

## Biografía
Pasó su infancia en Mallorca donde su familia se refugió durante la invasión francesa. De vuelta a la Península, estudió Derecho en la Universidad de Cervera. Posteriormente se dedicó exclusivamente al cultivo de las letras.
A los quince años comenzó a colaborar en el Diario de Barcelona, del que fue redactor único de 1831 a 1839, publicando numerosos artículos sobre asuntos varios: literarios, filosóficos, históricos, religiosos, de circunstancias, revistas teatrales, etc. Entre 1833 y 1834 publicó algunos artículos en el Boletín oficial de Cataluña sobre agricultura e industria.
Nombrado en 1843 por el ayuntamiento de Barcelona miembro de la comisión de instrucción primaria, escribió varias obritas para las escuelas, entre ellas su Compendio de Historia de España en verso; El padre de familia; Cortesía para las niñas; la Biografía infantil de los grandes hombres, y El dia más feliz de la vida, o primera comunion, también en verso.
Apologista católico comprometido con la causa de la Iglesia en España, fundó la revista La Religion (1837-1841), revista primero semanal y después mensual, en la que escribió como redactor único sobre filosofía, ciencia y literatura. Posteriormente fundó junto con Jaime Balmes y José Ferrer y Subirana La Civilizacion (1841-1843), revista quincenal, religiosa, filosófica, política y literaria. A partir de la década de 1840 destacó por sus obras de apologética católica. Su devocionario titulado Manual completo del cristiano (1846) fue muy popular, y según la revista católica La Cruz, circulaban miles de ejemplares del mismo hasta en América del Sur.
Volvió a escribir para el Diario de Barcelona de 1850 a 1854 un gran número de artículos religiosos. Entre 1856 y 1857 publicó en La España Católica varios artículos y poesías.
Pertenecía a la Academia de Buenas Letras de Barcelona y en 1860 fue nombrado mantenedor de los Juegos Florales de dicha ciudad. Fue contemporáneo y amigo de Ferrer y Subirana, de Balmes, de Manuel de Cabanyes, de Buenaventura Carlos Aribau, de Pablo Piferrer y de otros literatos catalanes. Según su amigo Luis María de Llauder, director del periódico carlista La Conviccion, Roca y Cornet perteneció a «la pléyade de hombres ilustres que tanto bien hicieron a la causa á que se consagraron, y tanta gloria dieron á Cataluña», si bien no fue lo suficientemente ensalzado debido al mercantilismo de su época.
Fue bibliotecario mayor de la Universidad de Barcelona y de la Biblioteca Provincial de Barcelona.

## Obras
- Juicio critico de Don Leandro Fernandez de Moratin como autor cómico (1833)
- Manual del cristiano (1846)
- Ensayo crítico sobre las lecturas de la época, en la parte filosófica y social (1847)
- Reglas sencillas de cortesía para las niñas (1848)
- La última noche de Babilonia: drama bíblico-lírico (1848)
- Manual de historia moderna (1849)
- Una palabra sobre el doctor D. Jaime Balmes presbítero, considerado en sus estudios, como historiador y como literato (1849)
- Mugeres de la Biblia (1850)
- Las letanías de la Stma. Virgen (1856)
- Historia de los hechos y doctrina de Ntro. Sr. Jesucristo desde su venida al mundo hasta su gloriosa ascension al cielo (1857)
- Historia de España en verso (1857, edición de 1890)
- El dia más feliz de la vida ó sea la primera comunion (1862)
- El padre de familia, lecturas morales, instructivas y agradables para los niños que concurren á las clases de instruccion primaria (1863)
- La biografia infantil ó sea la niñez de algunos grandes hombres (1863)
- La esperanza del cristiano (1865)
- Manual de madres católicas (1868)
- La religión y la política (1870)
- Las Repúblicas antiguas y modernas (1870).

### Traducciones
- Del protestantismo y de todas las herejías en su relacion con el socialismo (1853)